# 川崎卓吉
川崎 卓吉（かわさき たくきち、1871年3月8日（明治4年1月18日） - 1936年（昭和11年）3月27日）は、日本の官僚、政治家。広島県賀茂郡広村（現：呉市広町）生まれ。

## 来歴・人物
医師の二男として生まれる。旧制広島中学校（現・広島県立広島国泰寺高等学校）に入学するも4年で中退し、千葉中学校（現・千葉県立千葉高等学校）に編入。旧制第一高等学校を経て、1903年（明治36年）東京帝国大学法科大学政治学科を卒業。自治制度研究のため大学院に進み、修了後に内務省入りした。
1916年（大正5年）、福島県知事。1919年（大正8年）、台湾総督府内務局長、さらに殖産局長となる。1922年（大正11年）、名古屋市長。名古屋市長時代の1924年（大正13年）、名古屋八事山本球場で開始された第1回選抜中等学校野球大会（春の選抜高等学校野球大会の前身）の始球式を務めた。
同年の内務省警保局長、兼警察講習所長、1925年（大正14年）の内務次官を経て、1926年（大正15年）1月29日、貴族院勅選議員となり、濱口雄幸、若槻禮次郎の紹介で憲政会に入党。翌・1927年（昭和2年）に憲政会が政友本党と合同して立憲民政党を結成すると川崎も民政党に所属した。
1929年（昭和4年）に濱口内閣の法制局長官、1931年（昭和6年）には第2次若槻内閣の内閣書記官長を歴任。1932年（昭和7年）、民政党総務。政治思想の動揺期にあって議会政治の尊重、ファッショ反対を打ち出し政民連携に奔走した。1935年（昭和10年）、民政党幹事長に就任。
1936年（昭和11年）、岡田内閣の文部大臣として初入閣を果たしたが、直後に二・二六事件が勃発。陸軍は宇垣閥で統制派の寺内寿一を立てて組閣に干渉。続く廣田内閣では内務大臣に予定されていたが、陸軍の横槍で商工大臣に回された。商工相として親任式当日の閣議に出た後に病気で倒れて65歳で死亡。墓所は青山霊園(1イ1-6)。

## 栄典
位階
- 1929年（昭和4年）9月2日 - 従三位[4]

勲章等
- 1916年（大正5年）1月19日 - 勲四等旭日小綬章[5]
- 1930年（昭和5年）12月5日 - 帝都復興記念章[6]

## 家族
長女は東洋麻糸紡績（トスコの前身）、日本カーボン、眞崎大和鉛筆（三菱鉛筆の前身）等の社長を歴任した実業家・近藤賢二の長男に嫁いだ。旧三菱財閥の流れを汲む企業集団・三菱グループと三菱鉛筆は三菱の文字も使用するうえロゴマークも同じであるものの一切の資本・人的関係がないが、三菱財閥と密接な関係を持つ政党・立憲民政党に所属していた川崎と三菱鉛筆の前身・眞崎大和鉛筆の社長を務めた近藤は子供同士の婚姻により姻戚関係で結ばれた。また、近藤の次女が嫁いだ高島家はのちに三菱の創業者一族・岩崎家と姻戚関係で繋がったため、川崎家は近藤家・高島家を通じて岩崎家の係累になったといえる。

## エピソード
- 文部省は、川崎が急逝した直後に鬼門の位置にあった大臣専用便所を取り壊した。大阪毎日新聞は、文部省が松田、川崎と文部大臣経験者が急逝したことと迷信を結びつけた行為だとして批判した[7]。